# Скобаљић град
Скобаљић град је средњовековни град (тврђава), налази се на око 15 km јужно од Лесковца, код Вучја. Припадао је војводи Николи Скобаљићу. Данас постоје само остаци града. 1986. године проглашен је за културно добро Републике Србије.

## Историја
Традиција везује овај локалитет за војводу Николу Скобаљића, великог јунака који је ратовао са Турцима Османлијама и никада није био поражен. Он је изградио град на вису изнад Вучја и тај град носи његово име. Испод града се налази његов кладенац. У долини реке Вучјанке сазидао је цркву на чијим је рушевинама 30-их година 20. века подигнта нова црква посвећена Светом Јовану.
Локалитет је вишеслојан: најстаријии трагови коришћења овог простора потичу из енеолита — бакарног доба. Такође, фрагменти керамике пронађени током ископавања сведоче да је ово утврђење због стартешки важног положаја и положаја погодног за одбрану коришћено и током више фаза бронзаног доба. Најстарије камено утврђење потиче из предримског доба, а утврђење зидано од камена и опека са малтером из рановизантијског доба. Према археолошким налазима, тврђава је коришћена и у римском, а касније и у периоду од X до XIII века. Најмлађе утврђење, чији се остаци зидова бедема и кула још увек виде потиче из 15. века.
Град се састојао од Горњег, Доњег града и подграђа које се простирало на источној страни. Захватао је површину од око 2 хектара. Најмоћнији сачувани бедеми се налазе на западу, а на северу се налази одбрамбени ров.
Горњи Град је квадратног облика са око 400 квадрата површине и у њему је сачуван моћан културни слој. Две куле су дијагонално постављене. Мања кула се налази поред капије која води у Доњи град, а већа — Донжон кула се налази у северозапдном делу и њени зидови су очувани до висине приземља. У Горњем Граду су ископавања вршена уз унутрашњу страну јужног бедема. На овом простору пронађени су фрагменти грнчарије из периода III-1. века п. н. е. у слоју рушења зида грађеног од камена повезаног блатом. Слој је датован републиканским денаром из 100. п. н. е. То су остаци тврђаве из предримског времена. Млађа фаза утврђења потиче из рановизантијског времена из 6. века. Сачувани су делови бедема грађени од камена и малтера. Овај бедем је оштећен.
Доњи Град са подграђем величине 1400 квадрата се простире источно од Горњег Града и прати конфигурацију терена. Истраживања су вршена на северном, најнижем делу, на месту где се претпоставља да је била капија, која нажалост није откривена. На источној страни откривени су остаци куле која је зидана у мешовитој техници од опеке и камена и припада рановизантијском времену.
На основу грнчарије може се идентификовати и слој из X-XI и XII-XIII века који говори да је утврђење имало одређену улогу у догађајима у XI веку, као и доцније у време жупана Десе , Стефана Немање и његових наследника.

## Галерија
- Пршљеник за предење од кости из периода 6-ог века. Пронађен је на овом локалитету и део је Рановизантијске збирке Народног музеја у Лесковцу